# ASAN
Az ASAN Budapest egy független zenei kiadó és kreatív közösség, amely 2014 februárjában alakult Budapesten. A kiadó különösen a basszus zenei, soul-elektronikus és hiphop műfajokra összpontosít, és jelentős szereplője az underground zenei szcénának.

## Története
Az ASAN Budapest 2014 februárjában indult egy válogatáslemezzel, amelyben a legközelebbi producereik vettek részt. Az alapító tagok Zomblaze, Yapo és Szurcsik Benedek voltak, míg a kiadó logóját Jámbor Évi tervezte. A kezdeti hiphop és elektronikus zenei kiadványok azóta átalakultak, és a kiadó mára kizárólag elektronikus hanganyagokat jelentet meg. 2017-ben indították el saját stúdiójukat, az ASAN Soundlabot, amely kezdetben hangutómunkára specializálódott, de mára széleskörű szolgáltatásokat nyújt, például zeneszerzést, háttérzenei tartalmakat, valamint branding és grafikai munkákat.

## Kiadói működés
Az ASAN Budapest önállóan végzi a grafikai munkát, a szervezést és a stúdiómunkát. Digitális terjesztésüket az MMM Records segíti. Az elmúlt négy év során 24 kiadványt jelentettek meg, és a kiadó mindig is hangsúlyt fektetett az innovatív és friss hangzásokra.

## Rendezvények és fesztiválok
Az ASAN Budapest rendszeresen részt vesz különféle klubokban és fesztiválokon, például a Bass Camp, Bánkitó, Malomfesztivál és Palkonya Hangja rendezvényeken. Rendszeresen szerveznek bulikat az Instant FRAME-ben és a Roots Barban is.

## Jövőbeli terveik
A közeljövőben az ASAN Budapest számos új megjelenést és projektet tervez, beleértve a single és podcast sorozatok folytatását. Decemberben ismét megrendezik az ASAN Playgroundot, és várhatóan Szegedre is ellátogatnak. A Beat/Patvar nevű beat contest is visszatér, ahol LustaGeri képviseli majd a kiadót.

## Diszkográfia

### Albumok és LP-k
- Gazsi Rap Show – *M.U.R.Zs.I.* (2014)
- Sör És Fű – *Enter The SÉF* (2014)
- Sör És Fű – *Zarathustra* (2016)
- Ótvar Pestis – *placebo* (2023)
- Ótvar Pestis – *M O Z A I K* (2023)
- Pogány Induló – *Vagy Mindent Vagy Semmit* (2024)
- LOHUMA – *UGLIMÁN* (2023)
- Pogány Induló – *Megáll Az Idő* (2023)

### EP-k és single-ek
- planet4 – *E X O* (2015) – EP
- Lohuma – *Lohuma* (2015) – EP
- Tildæ – *Rumi* (2023) – EP
- Zomblaze x Unknown Child – *New Age EP [Remastered]* (2023) – EP
- Zomblaze x Ben T Kadar – *Patiently* (2023) – EP
- Planetmalcolm – *ASAN Sketchbox 02* (2023) – EP
- Zomblaze – *ASAN Sketchbox* (2023) – EP
- Tildæ – *Notes EP* (2023) – EP
- sabw – *Missing Out* (2023) – EP
- Yapo – *EP3* (2023) – EP
- Lust. – *Kindred* (2023) – EP
- Leap – *Shiva Dance / Bermuda EP* (2023) – EP
- Lusta Bítek – *Ease The Steez* (2023) – EP
- Nnothing – *Night'N'Day EP* (2023) – EP
- Cadik – *Eye of the Dragon EP* (2023) – EP
- MALVO – *PHOBIA* (2023) – EP
- Zomblaze – *Demons EP* (2023) – EP
- Leap – *Afterwards EP* (2023) – EP
- planetmälcolm – *First Diaspora EP* (2023) – EP
- Yapo – *Grounded EP* (2023) – EP
- Zomblaze – *Hold (feat. Nash)* (2023) – Single
- Yapo – *So Far / So Close* (2023) – Single
- iamyank – *The Last Song* (2023) – Single
- 6T – *French Fries* (2023) – Single
- sabw – *Yawa* (2023) – Single
- Pogány Induló – *Kitartást* (2023) – Single
- Pogány Induló – *Gengetek ellen* (2023) – Single
- Ótvar Pestis – *tanulÓPénz* (2023) – Single
- Pogány Induló – *Corleone Drill* (2023) – Single

### Mixtape-ek és válogatásalbumok
- Sör És Fű – *Spontán ÉletFlessek (Mixtape)* (2017)
- Various Artists – *ASAN VA Vol.1* (2023)